# A Kansas City Southern által kiszolgált települések
Ez a lista a Kansas City Southern Railway által kiszolgált városokat tartalmazza, országokra és államokra lebontva. A társaság 450 települést szolgál ki.

## USA

### Alabama
- Birmingham
- Brookwood
- Buhl
- Gordo
- Holt
- Reform
- Tuscaloosa

### Arkansas
- Ashdown
- Decatur
- Fort Smith
- Hope
- Gillham
- Mena
- Nashville
- Patmos
- Siloam Springs
- Vandervoort
- Waldron

### Illinois
- Carrollton
- Cockrell
- East St. Louis
- Godfrey
- Jacksonville
- Jerseyville
- Murrayville
- Pleasant Hill
- Prouty
- Roodhouse
- Springfield
- Wann

### Kansas
- Kansas City
- Pittsburg

### Louisiana
- Alexandria
- Anacoco
- Baton Rouge
- Bayou Pierre
- Benson
- Bineville
- Blanchard
- Bossier
- Calhoun
- Campti
- Cotton Valley
- Coushatta
- Crew Lake
- Delhi
- DeQuincy
- DeRidder
- Gibsland
- Gonzales
- Gramercy
- Hessmer
- Hodge
- Lake Charles
- Latanier
- Leesville
- Lobdell Jct.
- Magenta
- Mansfield
- Minden
- Monrganza
- Monroe
- Montgomery
- New Orleans
- New Roads
- Norco
- Pineville
- Port Hudson
- Reeserve
- Ruston
- Shannon
- Shoreline
- Shreveport
- Sibley
- Simmesport
- Simsboro
- Singer
- Spring Hill
- Tallulah
- Winnfield

### Mississippi
- Aberdeen
- Ackerman
- Booneville
- Brandon
- Cedars
- Collins
- Corinth
- Crawford
- Dixon
- Egypt
- Forest
- Glen
- Gulfport
- Hattiesburg
- Hickory
- Jackson
- Lauderdale
- Louisville
- Marion
- McDonald
- Meehan
- Mendenhall
- Meridian
- Morton
- Okolona
- Palmer
- Philadelphia
- Prairie
- Rankin
- Redwood
- Rienzi
- Saltillo
- Sebastopol
- Sharps
- Starkville
- Sturgis
- Sucarnochee
- Tupelo
- Union
- Vicksburg
- Wahalak
- West Point
- Wiggins
- Yellow Creek

### Missouri
- Amsterdam
- Armstrong
- Asbury
- Bowling Green
- Centralia
- Clark
- Drexel
- Eve
- Fulton
- Glasgow
- Grandview
- Higbee
- Higginsville
- Hume
- Independence
- Jaudon
- Joplin
- Kansas City
- Laddonia
- Marshall
- Mexico
- Neosho
- Noel
- Odessa
- Slater
- Vandalia

### Oklahoma
- Gans
- Heavener
- Howe
- Page
- Poteau
- Sallisaw
- Spiro
- Stilwell
- Westville

### Tennessee
- Counce
- Middleton

### Texas
- Alice
- Bloomburg
- Beaumont
- Cason
- Corpus Christi
- Dallas
- Eagle Lake
- Farmersville
- Galveston
- Greenville
- Hebbronville
- Houston
- Hoot
- Hughes Springs
- Hull
- Jury
- Laredo
- Mauriceville
- Metro Jct.
- Oilton
- Placedo
- Port Arthur
- Renner
- Robstown
- Ruliff
- Sandiego
- Sinton
- Sulphur Springs
- Texarkana
- Wylie
- Zacha

## Mexikó

### Aguascalientes
- Aguascalientes
- San Gil
- Gallardo
- Jaltomate
- Amapola del Río
- San José del Río
- Chicalote
- El Tule

### Coahuila
- Agua Nueva
- Benjamin Mendez
- Encantada
- Gómez Farias
- Guillermo
- La Ventura
- Ledezma
- Ramos Arizpe
- Saltillo

### Distrito Federal
- El Naranjo
- Julia
- Los Morales
- Mexikóváros
- San Pedro
- Santa Fe
- Tacuba

### Guanajuato
- Acámbaro
- Alverez
- Arena Blanca
- Arroyo de la Luna
- Buchanan López
- Chamcacuaro
- Comonfort
- Crucero a Cel
- Dolores Hidalgo Cuna de la Independencia Nacional
- Escobedo
- Montelongo
- Ojo Seco
- Piedra De Lumbre
- Salamanca
- Salvatierra
- San José Iturbide
- San Miguel de Allende

### Hidalgo
- Aragón
- Ciudad Cahagun
- General Zarag
- Huichapan
- Pachuca de Soto
- Tula

### Jalisco
- Atequiza
- Camcel
- Constancia
- Corona
- El Castillo
- El Grande
- El Pedregal
- Feliciano
- Guadalajara
- La Barca
- La Capilla
- La Junta
- Ladrillera
- Limón
- Ocotlan
- Poncitlan
- Salamea
- San Jacinto
- Santa Inesita

### México
- Aguatepec
- Alberto Gardunoc
- Atlacomulco
- Azteca
- Bassoco
- Campero
- Carretera
- Celaya
- Chico
- Chipiltepec
- Chuautlalpan
- Corralejo
- Cortazar
- Cortes
- Del Río
- Dona Rosa
- Dos Ríos
- El Oro
- Huehuetoca
- Irapuato
- Ixtlahuaca de Rayón
- Joaquín
- La Maraña
- La Piedad
- Manto
- Metepec
- Oliva
- Paula
- Penjamo
- Polotitlan
- Robles
- Salazar
- San Andrés
- San Martín
- San Vicente
- Santa Clara
- Silao
- Tepeolilco
- Texcoco
- Tlalnepantla
- Toluca de Lerdo
- Tultenango
- Vieyra
- Villagrán
- Xometla

### Michoacán
- Agua Buena
- Ajuno
- Caltzontzin
- Caracha
- Chupanguio
- Coro
- El Jabalí
- El Plan
- El Salvador
- Fontezuela
- Huarenitizo
- Huingo
- Infiernillo
- Irimbo
- Jácaro
- La Angangueo
- La Junta
- La Vinata
- Las Canas
- Lázaro Cárdenas
- Limoncito
- Los Chivos
- Maravatio
- Morelia
- Ocampo
- Parácuaro
- Pátzcuaro
- Tarascon
- Zitácuaro

### Új-León
- Anáhuac
- Arista
- Barretosa
- Doctor Cross
- Jarita
- La Mariposa
- Lampazos de Naranjo
- Leona
- Monterrey
- Ramon
- Ramones
- Salinas Victoria
- Soledad
- Topo
- Villaldama

### Puebla
- Artesiano
- Oriental
- Pizarro
- Tepeyahualco
- Titipanapa
- Varela

### Querétaro
- Ahorcado
- Cazadero
- Chintepec
- Hércules
- La Griega
- Palmillas
- Peón
- Santiago de Querétaro
- San Juan del Río
- Viborillas

### San Luis Potosí
- Cardenas
- Celis
- Cerritos
- Cerritos
- Las tablas
- Moctezuma
- Rio Verde
- Salinas de Hidalgo
- San Ignacio
- San Luis Potosí
- San Viccente
- Tambaca
- Tolosa
- Valles
- Vanegas
- Venado
- Vharcas
- Wadley

### Tamaulipas
- Altimira
- Camargo
- Canales
- Miramar
- Nuevo Laredo
- Ochoa
- Ramirez
- Reynosa
- Rio Bravo
- Sanchez
- Sandoval
- Tampico
- Valadeces

### Tlaxcala
- Calderón
- Ceron
- Dolores
- Iturbe
- La Luz
- La Trasquila
- Munoz
- Pavón
- Santo Domingo
- Tecoac
- Tlaloc
- Vega
- Veloz
- Tlaxcala de Xicohténcatl

### Veracruz
- Alborada
- Banderilla
- Carbono
- Cardel
- Chavarrillo
- Chila
- Dehesa
- Extremo Vía
- Ferronales
- Xalapa-Enríquez
- La Posta
- Mendez
- Ochoa
- Pacho
- Palmar
- Rubin
- San Miguel
- Tamarindo
- Tamos
- Tigrillos
- Veracruz

### Zacatecas
- Bimbaletes
- Genaro
- La Honda
- La Olma
- Loreto
- Tauro

## Panama

### Colón tartomány
- Colón

### Panama tartomány
- Panama